# Miss England II

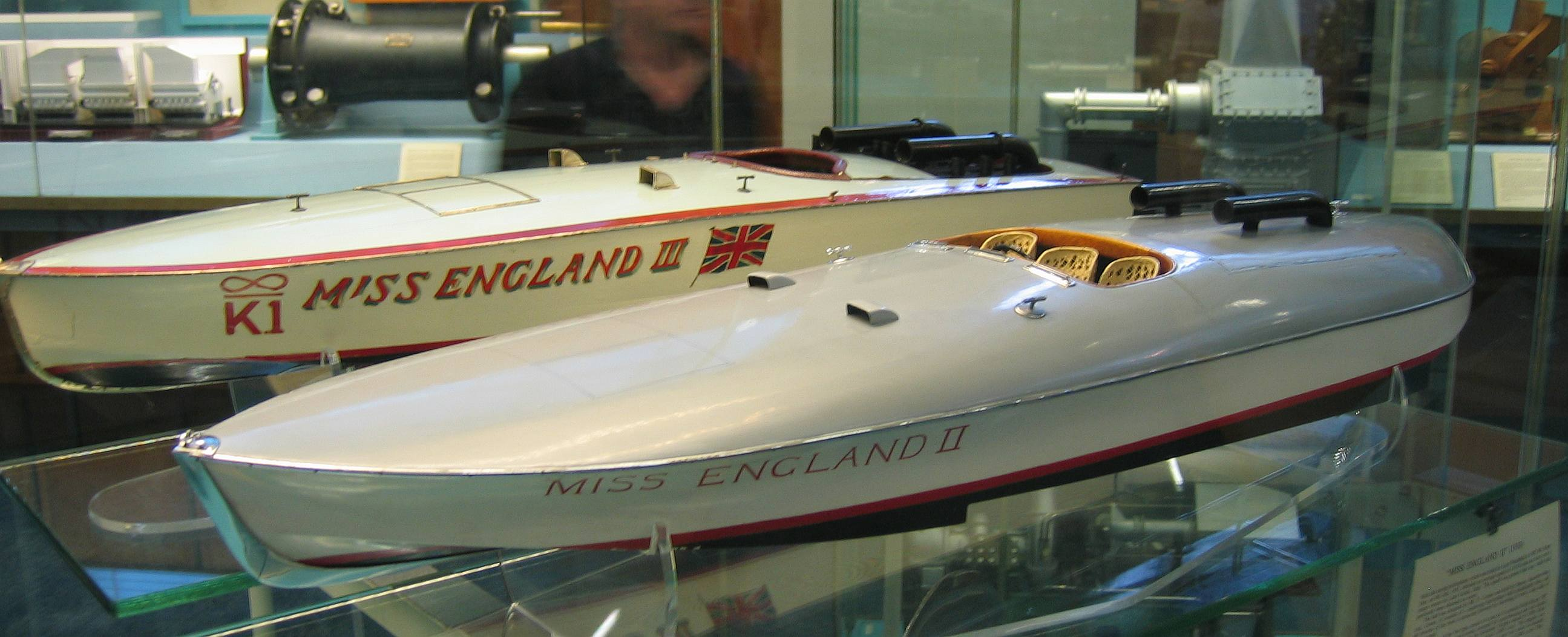
Modell von Miss England II: deutlich zu erkennen, die Stufe am Boden (im Hintergrund das Nachfolgemodell)

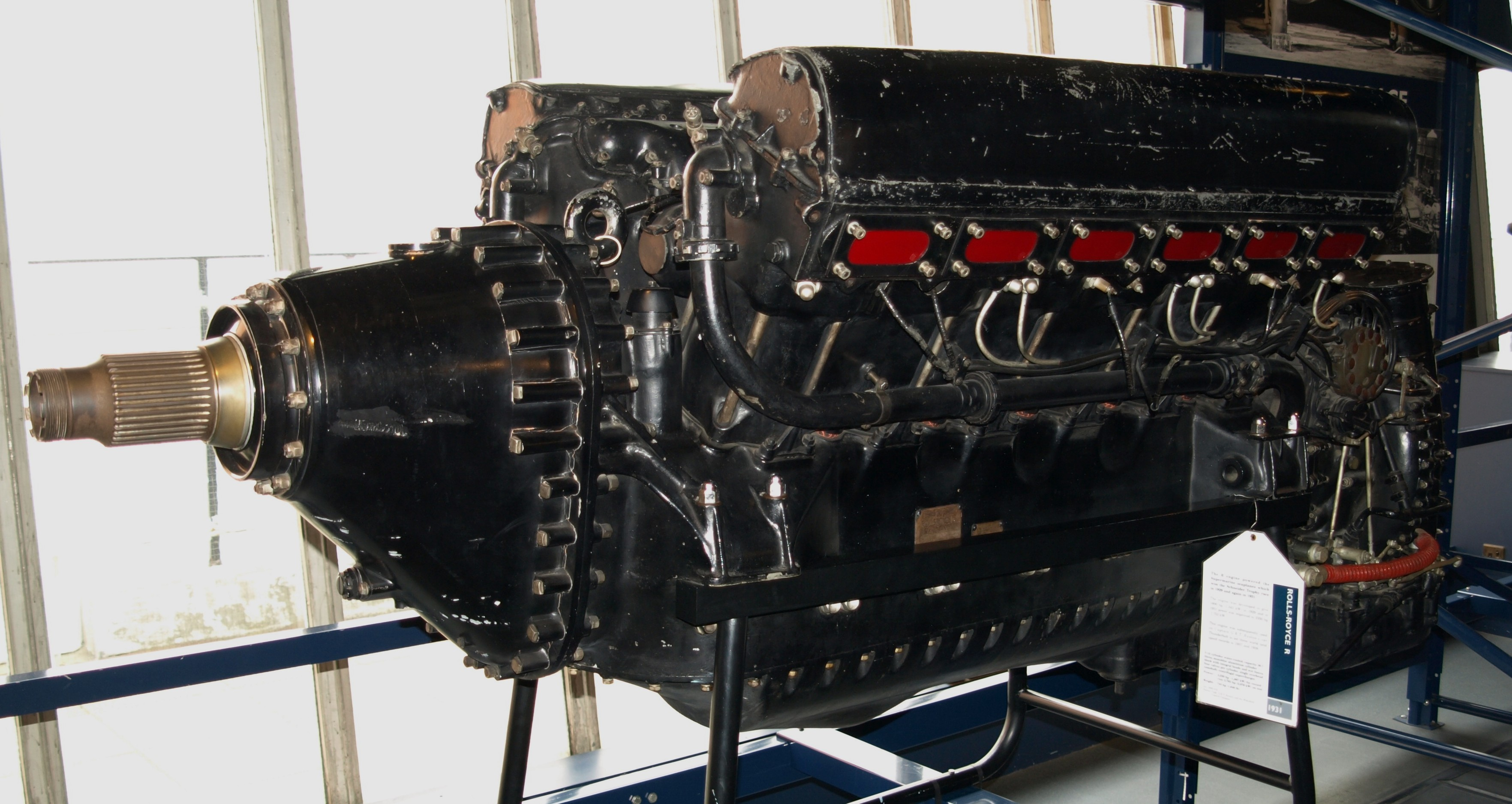
Rolls-Royce-R-Rennflugzeugmotor. Zwei von ihnen liefen in ME II

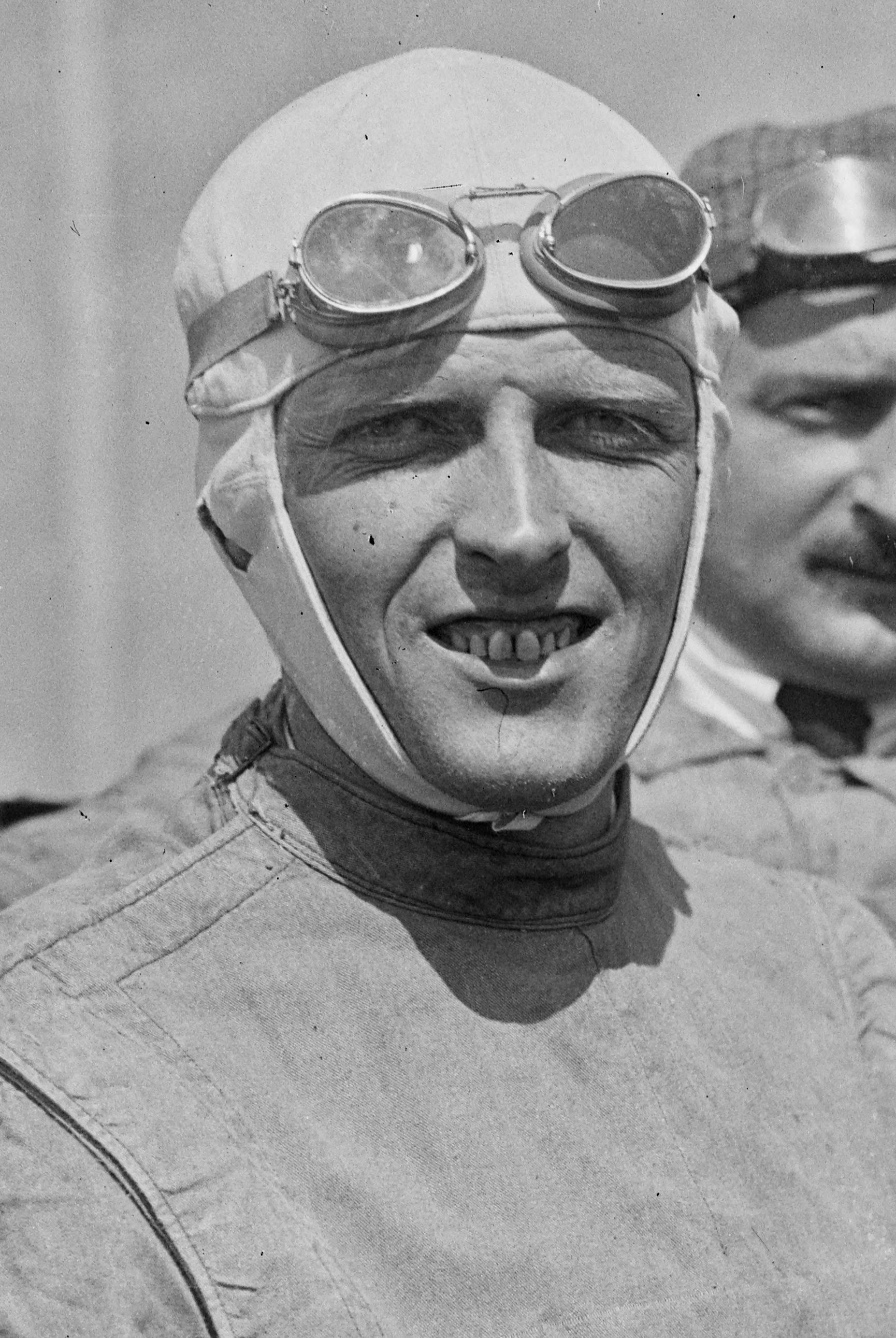
Henry Segrave, der beim Aufstellen des ersten Rekords starb

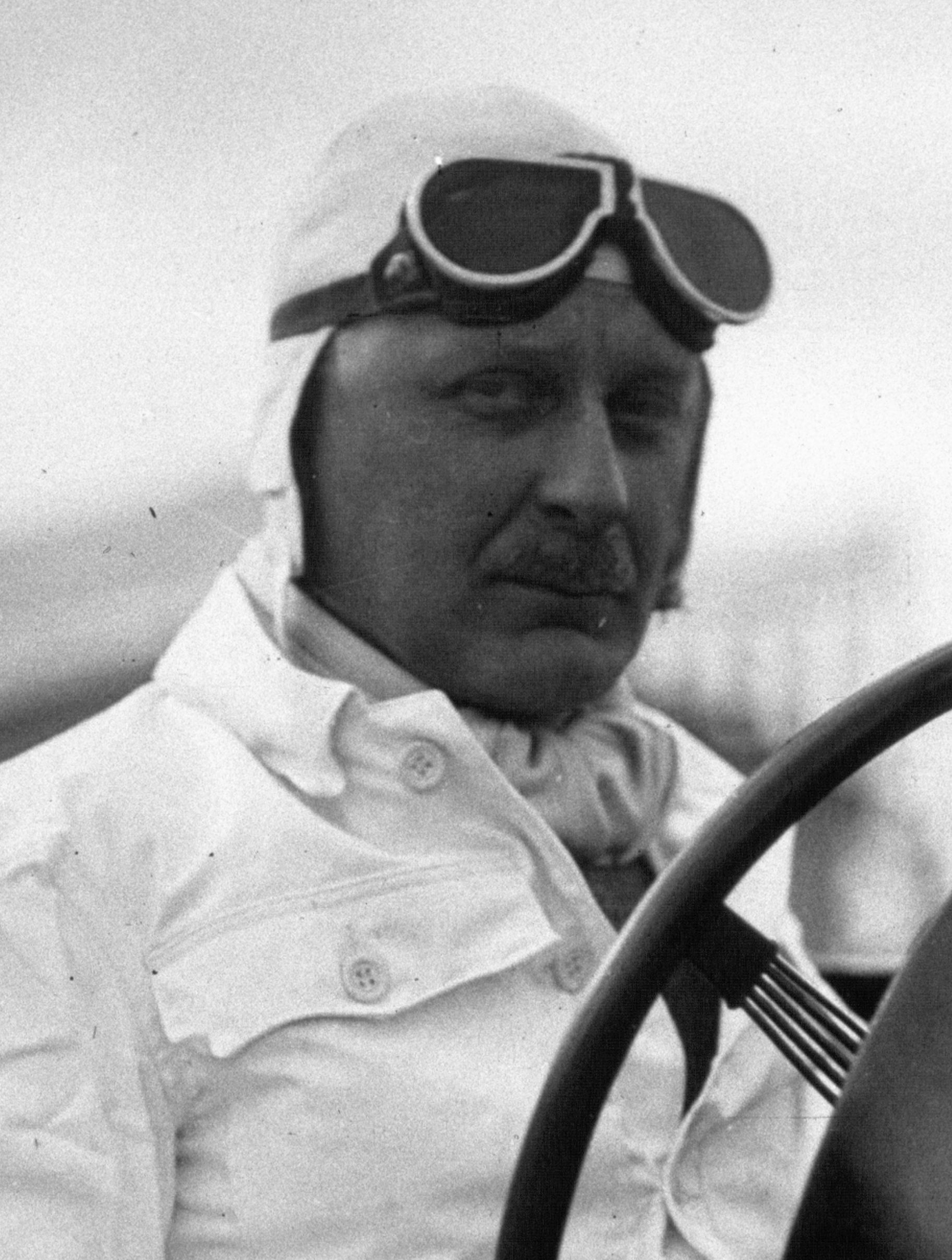
Kaye Don, der mit Miss England II und dem Nachfolger Miss England III insgesamt vier Rekorde aufstellte

Miss England II war der Name des zweiten einer Reihe von Speed-Booten, mit denen Henry Segrave und Kaye Don in den 1920er und 1930er Jahren antraten, um den absoluten Geschwindigkeitsweltrekord auf dem Wasser aufzustellen. Insgesamt konnten fünf Rekorde erzielt werden: drei mit Miss England II und zwei mit dem Nachfolge-Boot Miss England III.
Die Boote dieser Epoche waren im Gegensatz zu den später gebauten Rekordbooten von z. B. Malcolm und Donald Campbell nicht ausschließlich für den Einsatz über die gerade 1-Meilen- beziehungsweise 1-Kilometer-Distanz ausgelegt, sondern nahmen auch an „klassischen“ Rennen auf Rundkursen teil.

## Ausgangssituation
Miss England I, das erste Boot der Serie, bestritt 1929 in Miami mehrere Rennen mit guten Resultaten gegen den amtierenden Rekordhalter Gar Wood mit Miss America VII. Es war eine erfolgreiche US-Reise für Segrave gewesen, nachdem er in Daytona Beach den Landgeschwindigkeitsrekord mit Golden Arrow aufgestellt hatte, und bei seiner Rückkehr zum Ritter geschlagen wurde.
Miss England I konnte zwar einen Rekord für einmotorige Boote mit 91 mph (79 kn; 146 km/h) aufstellen, dieser Erfolg war jedoch auf Segraves beherzte Fahrweise und einige technische Probleme bei Miss America zurückzuführen. Grundsätzlich war Miss England jedoch immer den weitaus leistungsstärkeren und schnelleren amerikanischen Booten unterlegen.

## Design und Konstruktion

### Allgemein
Miss England II wurde 1930 bei Saunders-Roe Limited als Auftrag von Lord Wakefield of Hythe gebaut, der für das Projekt ein Paar neue Rolls-Royce Typ R V-12-Rennflugzeug-Motoren erhalten hatte. Jeder Motor hatte eine Leistung von 2000 PS (1471 kW). Sie wurden hinter dem Fahrerstand montiert und drehten jeweils eine eigene Welle zu einem Getriebe, das in der Nähe des Buges montiert war. Von dort lief eine Welle mit bis zu 12.000/min unter dem Rumpf nach achtern zu einem Zwei-Blatt-Propeller mit einem Durchmesser von 298,4 mm (in späteren Versuchen von 228,6 mm).
Das Boot hatte eine Länge von 36 ft (11 m) und eine Breite von 10 ft (3,0 m). Rennfertig betrug das Gewicht 7 Tonnen.
Mit seiner Stufe im Rumpf war das Boot ein Gleiter und ähnelte der vorherigen Miss England. Bei Miss England II war die Stufe deutlicher vom Rumpf abgesetzt, so dass das Boot, wenn es (bei hohen Geschwindigkeiten) aus dem Wasser stieg, leichter zu steuern, aber auch etwas instabiler war.
Das Cockpit bot Platz für eine dreiköpfige Besatzung: Ingenieur links, Mechaniker rechts und der Steuermann in der Mitte.

### Unterschied zu den US-Booten

#### Über Wasser
Ein grundsätzlicher Unterschied zu ihren direkten Konkurrenten der Miss America-Serie war die Motorplatzierung bei den Miss England-Booten. Während die US-Amerikaner das Frontmotor-Konzept verfolgten, verbauten die Briten ihre RR-Triebwerke konsequent hinter dem Cockpit. Wood (USA) und Segrave (GBR) diskutierten dieses Thema:

„... I want those engines ahead of me when we crack up. If your hull blows to pieces, what chance have you? Those engines are a wall of steel in front of you.“

„... Ich möchte, dass diese Motoren vor mir liegen, wenn wir zerschellen. Wenn der Rumpf in Stücke gerissen wird, welche Chance haben wir dann? Diese Motoren sind wie eine Stahlwand vor uns.“

„... I've got to see the course ahead of me. I can't see with those engines spitting flames and gases in my face.“

„... Ich muss den Kurs vor mir sehen. Mit diesen Motoren, die mir Flammen und Abgase, in mein Gesicht spucken, kann ich das nicht.“

#### Unter Wasser
Die Boote der Miss-England-Serie waren mit nur einem Propeller ausgestattet. Das vereinfachte das Handling des Bootes, zum Beispiel beim Steuern. Die US-Amerikaner verfolgten einen anderen Weg. Ihre beiden Motoren trieben jeweils separate Wellen mit Propellern an. Das erforderte zwar größere Fähigkeiten des „Throttle-man“ um einen sauberen Geradeauslauf zu gewährleisten, ermöglichte aber (durch bewusst unterschiedliche Drehzahlen) ein schnelleres Durchfahren von Kurven (ähnlich dem Steuerprinzip von Kettenfahrzeugen).

## Der erste Rekord und Tod von Segrave
Am Freitag, den 13. Juni 1930, erzielte der Brite Henry Segrave mit Miss England II auf dem Windermere mit einem Durchschnitt von 98.76 mph (158.94 km/h; 85.82 kn) über zwei Läufe einen neuen absoluten Rekord. Bei einem dritten Versuch kenterte das Boot bei voller Fahrt. Es wird vermutet, dass es großes Treibgut getroffen hat. Chefingenieur Victor Halliwell, der auf der „inneren“ Seite des Bootes saß, als es sich seitlich überschlug, wurde getötet. Der Mechaniker Michael „Jack“ Willcocks, der an der anderen Außenseite des Bootes saß, wurde aus dem Boot geschleudert, überlebte aber mit einem gebrochenen Arm. Segrave, der bewusstlos geborgen wurde, als das Boot sank, erlangte für einen Moment das Bewusstsein zurück und fragte nach dem Schicksal „seiner Männer“. Kurz nachdem ihm mitgeteilt wurde, dass er den Rekord gebrochen hatte, starb er an seinen Lungenverletzungen.
Es wurden Bedenken geäußert, dass der Rumpf des Bootes in Design und Konstruktion zu schwach war, insbesondere um die Stufe am Unterboden herum, die sich teilweise gelöst hatte.
Eine erste Theorie, dass die Stufe abgerissen wurde, als das Boot über seine eigene Wellen-Spur aus einem früheren Lauf gefahren war, wurde zurückgenommen, nachdem ein völlig durchnässter Ast, der frische Aufprallspuren zeigte, etwa dreißig Minuten nach dem Unfall an Land gespült wurde.
Anmerkung: Durch diesen Rekord war Segrave der erste Fahrer, der gleichzeitig den Land Speed Record und den Water Speed Record hielt. Das wurde erst von Donald Campbell überboten, der 1964 diese Leistung innerhalb eines Jahres vollbrachte.

## Die Rekorde von Kaye Don
Nach Segraves Tod wurde Miss England II geborgen und repariert. Der Ire Kaye Ernest Donsky, besser bekannt unter seinem „Renn-Namen“ Kaye Don wurde als Fahrer für 1931 verpflichtet. Anfang des Jahres testete Don das Boot am Lough Neagh in der Nähe von Belfast, Nordirland, und erreichte eine inoffizielle Geschwindigkeit von 107 Meilen pro Stunde. Der US-Amerikaner Garfield Wood stellte dann am 20. März 1931 den offiziellen Rekord mit 102,256 mph (164,565 km/h) auf.
Einen knappen Monat später, am 15. April gelang Don auf dem Río Paraná in Südamerika eine sehr knappe Verbesserung (103,49 mph / 166,55 km/h) dieses Rekordes.
Seine eigene Leistung steigerte er drei Monate später nochmals bei einem weiteren Versuch auf dem norditalienischen Gardasee, als er vor Gardone 110,223 mph (177,387 km/h) erreichte.

## Die Rekorde in der Übersicht
| Jahr | Datum     | Ort          | mph     | km/h    | Boot            | Pilot         |
| ---- | --------- | ------------ | ------- | ------- | --------------- | ------------- |
| 1930 | 13. Juni  | Windermere   | 98,760  | 158,938 | Miss England II | Henry Segrave |
| 1931 | 20. März  | Indian Creek | 102,256 | 164,565 | Miss America IX | Gar Wood      |
| 1931 | 15. April | Paraná       | 103,49  | 166,55  | Miss England II | Kaye Don      |
| 1931 | 31. Juli  | Gardasee     | 110,223 | 177,387 | Miss England II | Kaye Don      |

## Harmsworth Cup 1931
1931 fand auf dem Detroit River der alljährliche Harmsworth Cup statt, bei dem die Wood-Brüdern Garfield „Gar“ (mit der neuen Miss America IX) und George (mit der Miss America VIII des Vorjahres) und Kaye Don, der Miss England II fuhr, direkt auf einander trafen. Vor einer geschätzten Menge von über einer Million Zuschauern gewann Don den ersten Lauf des Rennens. Miss America IX hatte durch Miss Englands Kielwasser Schäden am Rumpf erlitten und war trotz Reparaturen über Nacht am nächsten Tag nicht vollkommen einsatzbereit. Wood bat um eine Startverschiebung, damit die Reparaturen abgeschlossen werden könnten. Don pochte aber auf das Reglement. Miss America IX schaffte es bis zum zweiten Lauf, aber nur, indem Wood mit hoher Geschwindigkeit bis zur Startlinie raste. Im Rennen hatte Wood einen knappen Vorsprung vor Don, als sich Miss England II plötzlich in einer der Kurven überschlug, Don und sein Copilot blieben aber unverletzt. Wood konnte das Rennen beenden, aber sowohl er als auch Don wurden disqualifiziert, weil sie die Startlinie mehr als fünf Sekunden vor dem Signal überquert hatten. Dieser Vorfall und gegenseitige Vorwürfe der Protagonisten führten zu einer kontroversen Diskussion in der US-amerikanischen- englischen- und internationalen Presse, die wiederum zu ernsthaften Spannungen zwischen den beiden Sport-Nationen führte.

## Verbleib
Miss England II wurde nach dem Rennen auf dem Detroit River (siehe oben) zwar geborgen, aber wegen der erlittenen Strukturschäden (und den inzwischen gewonnenen neuen technischen Erkenntnissen) nicht mehr eingesetzt. Es wurde direkt mit dem Bau von Miss England III begonnen, mit der Kaye Don 1932 nochmal zwei absolute Rekorde erzielen konnte.